# Теорія та історія
Теорія та історія: Інтерпретація соціальної та економічної еволюції — це трактат економіста та філософа австрійської школи Людвіга фон Мізеса. Його можна розглядати як продовження розвитку мізесіанської системи соціальних наук. Це надає подальшу епістемологічну підтримку його попереднім роботам, особливо «Людській діяльності». Мізес розробляє методологічний дуалізм, розвиває концепцію тимології – історичної галузі науки про людську діяльність – і представляє свою критику марксистського матеріалізму.
Мізес висуває теорію знання і цінності. Пізніше він досліджує та критично аналізує такі парадигми думки, як детермінізм, матеріалізм, діалектичний матеріалізм, історизм, сцієнтизм, позитивізм, біхевіоризм та психологія. Він стверджує, що ці школи думки — одні з політичних мотивів, інші — засліплені догматизмом — припустилися епістемологічних і методологічних помилок і не сприяють науковому розумінню людської поведінки.
Економіст Мюррей Ротбард вважав «Теорію та історію» найбільш недооціненою роботою Мізеса.

## Огляд
Книга складається з чотирьох частин.

### Вступ та Частина перша — Вартість
Перша частина визначає загальну тему книги, де Мізес вводить концепцію методологічного дуалізму. Потім він викладає теорію вартості, яка є центральною у всьому. Відносно свого погляду на науку — як на систематичну сукупність знань як про природні, так і про соціальні явища — як про засіб успішної діяльності у світі, Мізес стверджує, що для правильного розуміння людської поведінки ми повинні приписати — як методологічний засіб — волю та мета поведінки людини. Мізес вважає це епістемологічною та методологічною основою наук про людську діяльність. Галузь, яка займається логічними наслідками дії як такої, називається праксеологією.

### Частина друга — Детермінізм та матеріалізм
У другій частині Мізес протиставляє свободу волі детермінізму та зауважує, що тривалі історичні дебати мало допомогли вирішити наявні проблеми. Він стверджує, що в той час як природничі науки, відкриваючи наукові закони, повинні передбачати сувору закономірність у виникненні причин і наслідків, тобто детермінізму, таке передумова не може бути дотримано у випадку людської діяльності. Далі він стверджує, що соціальні науки повинні сприймати думки, ідеї та оціночні судження як остаточні дані в аналізі людських дій. Наше незнання походження та причин цих явищ, стверджує Мізес, змушує нас – принаймні на даний момент – прийняти дуалістичний підхід. Він стверджує, що спроби знайти витоки і причини цих явищ марні, як і завдання всіх різновидів матеріалізму.. Потім Мізес звертає свою увагу на доктрину матеріалізму, точніше, марксистського діалектичного матеріалізму.

### Частина третя — Епістемологічні проблеми історії
Третя частина присвячена логічним і епістемологічним проблемам історичного аналізу. Мізес пояснює індивідуалістичний характер історичних людських подій. Він стверджує, що історик повинен зрештою зіткнутися – коли відстежує причинні фактори, що стоять за минулими людськими діями – з точкою, в якій подальше зменшення неможливе, тобто. ідеї та дії окремих осіб. Це, як він стверджує, «остаточна даність історії». Незважаючи на індивідуальність історичних подій, Мізес все ще наполягає на тому, що існують загальні закони людської поведінки, але вони є праксеологічними законами, тобто, апріорними, а не історичними закони, т. з. a posteriori. Однак історизм, за Мізесом, стверджував, що загальних законів —  особливо економічних — людської поведінки не існує. Потім Мізес подає критику історицизму.
Мізес також розглядає виклики сцієнтизму в контексті соціальних наук, а саме застосування позитивізму та біхевіоризму в сфері людської діяльності. Однак більше уваги заслуговує представлення Мізесом тимології, історичної галузі науки про людську діяльність. Мізес стверджує, що тимологія — це те, до чого вдаються всі, намагаючись зрозуміти та передбачити історичні та майбутні дії своїх ближніх, і вона особливо корисна для історика. Потім він пояснює рамки тимології та її зв’язок із праксеологією.

### Частина четверта — Хід історії
У заключній частині свого трактату Мізес розбирає та критикує різні спекуляції та інтерпретації історії, включаючи загальну інтерпретацію сучасної західної цивілізації. Він також коментує своє спостереження щодо руху суспільства від класичного лібералізму, свободи та капіталізму до соціалізму та тоталітаризму. Крім того, Мізес відзначає зростання ідеології багатства та рівності доходів і міркує про її походження. Він стверджує, що зростання антикапіталістичної ідеології сприяє нинішній тенденції до зубожіння суспільства. Він критикує уявлення про неминучу «тенденцію суспільства до прогресу» і стверджує, що еволюція суспільства та цивілізації базується не на автоматичному та неминучому шляху, а на ідеології, що лежить в основі, яка може будь-коли змінитися. На цьому Мізес закінчує деякими зауваженнями щодо невизначеності майбутнього та нехтування ідеологічними факторами, які змогли породити цивілізацію, але й й можуть знищити її.